# كرة القدم في رومانيا
كرة القدم في رومانيا كرة القدم هي الرياضة الأكثر شعبية في رومانيا1(الاتحاد الروماني لكرة القدم) يعتبر عضو في الاتحاد الاروبي وهو الهيئة الوطنية لهذه الرياضة.